# ウルフマン (2025年の映画)
『ウルフマン』（原題：Wolf Man）は、2025年1月17日に公開されたアメリカ合衆国のホラー映画。
狼男を題材とした1941年のホラー映画『狼男』のリブート作品。ジェイソン・ブラム製作、リー・ワネル監督。
日本では劇場公開されず、2025年10月22日にブルーレイ・DVDが発売された。

## キャスト
※括弧内は日本語吹替。
- ブレイク：クリストファー・アボット（高橋広樹）
- シャーロット：ジュリア・ガーナー（甲斐田裕子）
- ジンジャー：マチルダ・ファース（船戸ゆり絵）
- デレク：ベネディクト・ハーディ（マルヤマタケシ）
- グレイディ：サム・ジェーガー（斉藤次郎）

## 関連作品
- 狼男 (1941年の映画)
- ウルフマン (2010年の映画)